# Kolonihaven
|  | Denne artikel er oprettet af botten PalnaBot ud fra en ekstern database. Den kan derfor have sproglige fejl eller mangler. Denne skabelon kan fjernes efter kontrol af indholdet. |

Kolonihaven er en film instrueret af Lise Roos efter manuskript af Lise Roos.

## Handling
Der eksisterer mange fordomme om grønlændere i Danmark. Sociale tabere? Altid med en flaske i hånden? Instruktøren har her ønsket at møde en række grønlændere "på deres egen boldgade, på egne præmisser, for at lytte til, hvad de kunne fortælle i den sammenhæng. Personerne i min film er et lille udsnit af de mange, mange grønlændere, jeg undervejs er stødt ind i på min opdagelsesrejse i vores fælles danske virkelighed".